# 優しいサヨクのための嬉遊曲
『優しいサヨクのための嬉遊曲』（やさしいサヨクのためのきゆうきょく）は、島田雅彦の小説。文芸雑誌『海燕』1983年6月号に掲載され、第89回芥川賞の候補作となった。

## 概要
島田雅彦の小説家としてのデビュー作。芥川賞が発表された雑誌『文藝春秋』にも候補作として掲載され、「東外大四年生の作者が学生たちの新サヨク活動と恋愛を軽妙自在に描いてみせた"新世界"」として紹介された。作品のタイトルについて島田雅彦は、当初は「優しい左翼のための嬉遊曲」としていたが、“「左翼」という言葉には観念の重さがついていたので、面白半分に「サヨク」としてみたのである。”と書いている。

## 書籍情報
- 『優しいサヨクのための嬉遊曲』福武書店、1983年8月、ISBN 4828820728
「カプセルの中の桃太郎」を併録。
- 『優しいサヨクのための嬉遊曲』福武書店〈福武文庫〉、1985年11月、ISBN 4828821708
「カプセルの中の桃太郎」を併録。解説：加藤典洋。
- 『優しいサヨクのための嬉遊曲』新潮社〈新潮文庫〉、2001年、ISBN 978-4101187099
「カプセルの中の桃太郎」を併録。
- 『島田雅彦芥川賞落選作全集 上』河出書房新社〈河出文庫〉、2013年、ISBN 978-4309412221
「優しいサヨクのための嬉遊曲」「亡命旅行者は叫び呟く」「夢遊王国のための音楽」を収録。